# Округ Антрим (Мичиген)
Антрим (енгл. Antrim County) је округ у америчкој савезној држави Мичиген.

## Демографија
По попису из 2010. године број становника је 23.580, што је 470 (2,0%) становника више него 2000. године.
| Група             | 2000.          | 2010.          |
| Белци             | 22.235 (96,2%) | 22.546 (95,6%) |
| Афроамериканци    | 45 (0,2%)      | 41 (0,2%)      |
| Азијати           | 35 (0,2%)      | 48 (0,2%)      |
| Хиспаноамериканци | 284 (1,2%)     | 404 (1,7%)     |
| Укупно            | 23.110         | 23.580         |